# Le Sorcier de Terremer
Le Sorcier de Terremer (titre original : A Wizard of Earthsea) est un roman de fantasy pour jeunes adultes, écrit par Ursula K. Le Guin, publié en 1968 par Parnassus Press. Considéré comme un classique de la fantasy et de la littérature de jeunesse, le roman a largement influencé le genre de la fantasy.
Située dans l'archipel fictif de Terremer, l'histoire tourne autour d'un jeune mage, nommé Ged (en), né dans un village sur l'île de Gont. Il fait preuve d'une grande puissance, dès son enfance, et il rejoint une école de magie où sa nature susceptible provoque un conflit avec l'un de ses semblables. Au cours d'un duel magique, le sort de Ged tourne mal et libère une créature de l'ombre qui l'attaque. Le roman suit son parcours pendant qu'il cherche à se libérer de la créature.
Le livre a souvent été décrit comme un roman d'apprentissage, une histoire sur le passage à l'âge adulte, puisqu'il explore le parcours d'apprentissage de Ged afin de savoir manier ses pouvoirs et se réconcilier avec la mort. Le roman comporte également des thèmes Taoïstes sur un équilibre fondamental qui existe dans l'univers de Terremer, que les sorciers sont chargés de maintenir. Cela est étroitement lié à l'idée que la langue et les mots ont le pouvoir d'influer le monde matériel et de modifier cet équilibre. Bien que la structure de l'histoire soit celle d'une épopée traditionnelle, les critiques l'ont également décrit comme une subversion du genre, par de nombreuses aspects. Par exemple, le protagoniste de l'histoire a la peau foncée, en comparaison aux héros plus typiques à la peau blanche.
Le Sorcier de Terremer a reçu des critiques très positives, d'abord en tant qu'œuvre pour enfants et, plus tard, pour un public plus étendu. Il a remporté le Boston Globe-Horn Book Award en 1969 et a été l'un des derniers bénéficiaires du Lewis Carroll Shelf Award en 1979. Parlant de sa grande influence, Margaret Atwood a considéré le livre comme l'une des « sources » de la littérature fantastique. Le Guin a, plus tard, écrit cinq livres qui, avec celui-là, forment le Cycle de Terremer : Les Tombeaux d'Atuan (1971), L'ultime rivage (1972), Tehanu (1990), Le vent d'ailleurs (2001), et Les Contes de Terremer (2001). George Slusser a décrit la série comme « une œuvre de haut style et imagination », tandis qu'Amanda Craig a déclaré que c'était « le livre de jeunesse le plus palpitant, sage et beau de tous les temps. »

## Contexte d'écriture

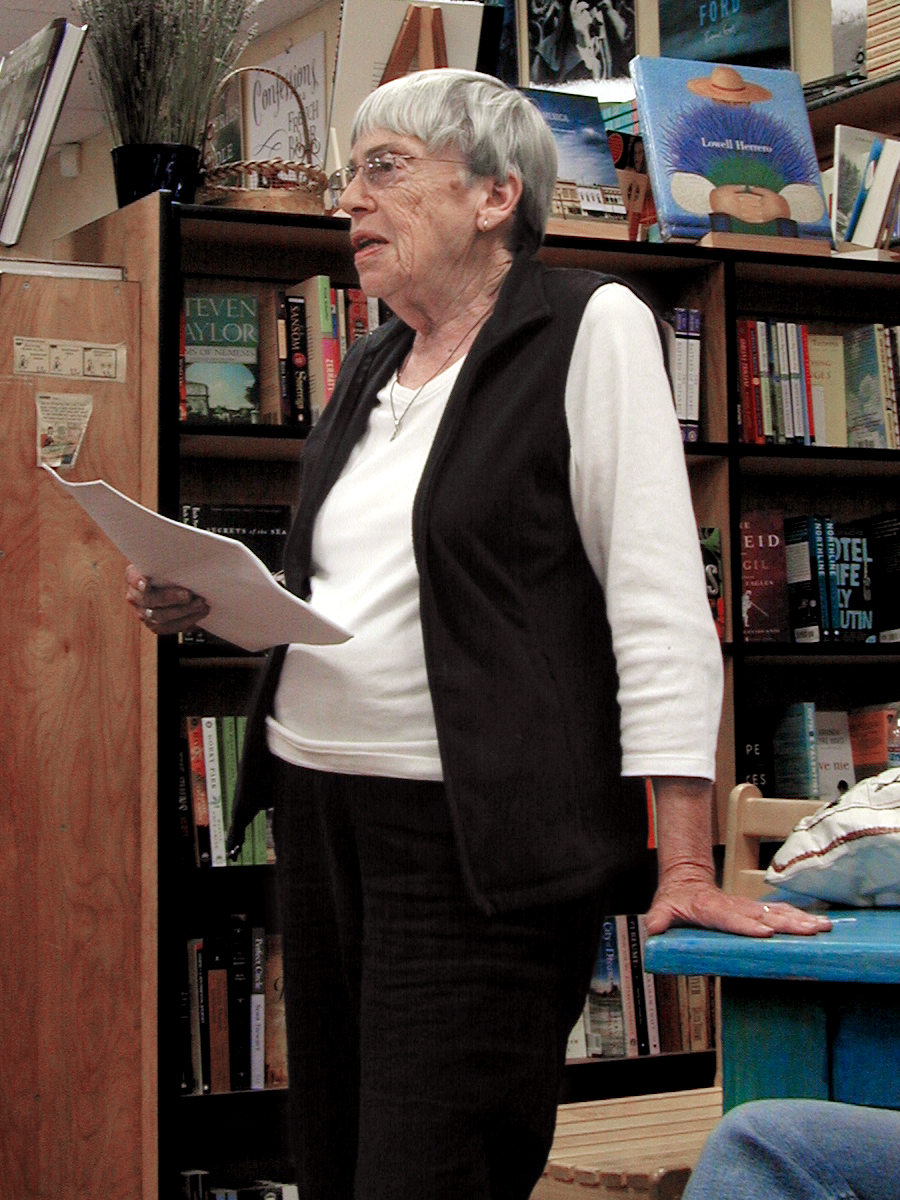
Le Guin, donnant une lecture en 2008.

Les premières idées pour le cadre de Terremer sont développées dans deux nouvelles, La Règle des noms (en) (1964) et Le Mot de déliement (en) (1964), publiées dans le magazine Fantastic. Les histoires sont rassemblées plus tard dans l'anthologie Aux douze vents du monde (1975). Terremer est également utilisé comme cadre pour une histoire écrite en 1965 ou 1966, mais qui n'a jamais été publiée. En 1967, Hermann Schein, l'éditeur de Parnassus Press et le mari de Ruth Robbins, l'illustratrice du livre, demande à Le Guin d'essayer d'écrire un livre pour « les enfants plus âgés », ce qui donne à Le Guin une liberté totale par rapport au sujet et à l'approche,. Le Guin n'a aucune expérience particulière de la littérature pour jeunes adultes, un genre qui gagne en importance vers la fin des années 1960. En utilisant ses nouvelles comme inspiration, Le Guin commence à travailler sur Le Sorcier de Terremer. Le Guin a dit que le livre était, en partie, une réponse à l'image des sorciers comme anciens et sages et à ses propres questions sur leurs origines. Elle a dit plus tard qu'elle avait choisi le genre de la fantasy et le thème du passage à l'âge adulte car elle visait un public adolescent.
Les nouvelles publiées en 1964 introduisent le monde de Terremer et ses idées centrales, telle la magie. Elles introduisent également Yevaud, un dragon qui apparaît brièvement dans Le Sorcier de Terremer. La représentation de Terremer par Le Guin a été influencée par les légendes des Amérindiens et la mythologie nordique,. Sa connaissance des mythes et légendes, ainsi que son intérêt familial pour l'anthropologie, lui ont permis, selon Donna White, de créer « des cultures entières » pour les îles de Terremer. L'influence des traditions nordiques se retrouve dans les personnages des Kargues, qui sont blonds aux yeux bleus, et qui vénèrent deux dieux frères. L'influence de la pensée Taoïste est visible dans l'idée d'un « équilibre cosmique » dans l'univers de Terremer.

## Contexte de la narration
Il n’est de mot que dans le silence,
de lumière que dans l’obscurité,
et de vie que dans la mort :
radieux est le vol du faucon
dans l’immensité du ciel.
Selon l'histoire fictive de ce monde, Terremer est un archipel dont les îles furent soulevées au-dessus de l'océan par Segoy, un dieu ancien ou un héros. Des humains et des dragons habitent ce monde, et plusieurs parmi les humains sont des sorciers ou des magiciens. Le monde est fondé sur un équilibre délicat, dont la plupart des habitants sont conscients, mais qui est perturbé par un protagoniste dans chacun des romans de la première trilogie. Le cadre de Terremer est préindustriel et il existe de nombreuses cultures dans l'archipel. La plupart des personnages appartiennent au peuple Hardique, à la peau foncée, qui habite la majeure partie des îles. Certaines des îles de l'est sont peuplées par les Kargues (en), qui ont la peau blanche, et qui considèrent le peuple Hardique comme composé de mauvais sorciers ; les Kargues, en retour, sont considérés par les Hardiques comme des barbares. Les dragons vivent à l'extrême ouest de l'archipel.

## Résumé
Le roman suit le parcours d'un garçon qui s'appelle, à l'origine, Duny (en), surnommé l'Épervier, né sur l'île de Gont. Quand sa tante découvre que le garçon possède de grands pouvoirs, elle le fait s'entraîner à la magie. Lorsque des envahisseurs Kargues attaquent son village, Duny utilise ses pouvoirs pour invoquer un brouillard qui dissimule le village. Le puissant mage Ogion (en) entend parler de cela, il prend Duny comme apprenti, et lui donne son « vrai nom », Ged. Ogion tente d’instruire Ged sur « l’équilibre », l’idée que la magie peut bouleverser l’ordre naturel du monde si on ne l’utilise pas de manière correcte. En essayant d’impressionner une fille, Ged cherche dans les livres de sorts d’Ogion et, involontairement, appelle une ombre étrange, qu'Ogion chasse. Ogion ressent l’impatience qu'a Ged d’apprendre, et il l'envoie dans l'école pour magiciens de Terremer, sur l’île de Roke.
À l'école, les compétences de Ged inspirent l'admiration parmi les enseignants et les étudiants. Il se lie d'amitié avec un étudiant plus âgé, Vesce, mais il reste généralement à l'écart de ses compagnons. Un autre étudiant, Jasper, traite Ged de manière condescendante. Après que Jasper ait tourmenté le fier Ged au cours d'un festin, ce dernier le défie en duel. Il lui jette un sort avec l’intention de réveiller l’esprit d’une femme morte, mais le sort tourne mal et fait surgir une créature de l’ombre, qui attaque Ged et lui laisse une cicatrice sur le visage. L’Archimage Nemmerle chasse l’ombre et sauve la vie de Ged, au prix de sa propre vie, .
Ged passe de nombreux mois en convalescence avant de reprendre ses études. Le nouvel Archimage, Gensher, décrit l'ombre comme un mal ancien qui souhaite posséder Ged, et l'avertit que la créature n'a pas de nom. Ged reçoit finalement son bâton de sorcier et s’installe dans les Quatre-Vingt-Dix Îles. Il protège les villageois des dragons qui habitent sur l’île voisine de Pendor, mais il découvre qu’il est poursuivi par la créature de l’ombre. Il part à la voile jusqu’à Pendor et utilise sa connaissance du vrai nom du dragon pour le menacer. Le dragon offre de révéler à Ged le nom de l’ombre mais, au lieu de cela, Ged lui arrache la promesse qu'il ne menacera jamais plus l’archipel.
Poursuivi par l'ombre, Ged s'enfuit à Osskil, pour se rendre à la Pierre de Terrenon, lieu de communication entre les anciennes puissances et les Hommes. L'ombre l'attaque en chemin et détruit son bâton, mais Ged se réfugie à la Cour de Terrenon. Serret, la dame du château, lui montre la Pierre de Terrenon et incite Ged à lui parler, affirmant que cette dernière peut lui donner la connaissance et une puissance illimitée. Ged refuse, puisqu'il croit que la pierre abrite un esprit malin. Quand il se rend compte que les serviteurs de la pierre souhaitent l'asservir, il s'enfuit. Il est poursuivi par les serviteurs, mais il se transforme en faucon et s'envole.
Ged vole jusqu'à Gont, où se trouve Ogion, lequel lui fabrique un nouveau bâton. Contrairement à Gensher, Ogion insiste sur le fait que toutes les créatures ont un nom, et lui conseille d'affronter la créature de l'ombre. Ged poursuit la créature dans un petit bateau, jusqu’à ce qu’il soit attiré dans un brouillard par la créature, ce qui provoque le naufrage du bateau sur un récif. Ged se remet avec l’aide d’un vieux couple abandonné sur l’île ; il lui donne en cadeau un morceau d’un bracelet cassé. Ged répare son bateau et s’échappe de l’île, poursuivant la créature dans le « Lointain Est ». Sur l’île d’Iffish, il rencontre son ami Vesce, qui insiste pour le rejoindre. Ils voyagent vers l’est, au-delà des terres connues, avant de retrouver finalement l’ombre. À ce moment, Ged se rend compte que l’ombre a toujours fait partie de son propre esprit. Il donne son propre nom à la créature, et fusionne avec celle-ci. Il la comprend et l’accepte comme partie de lui-même, ce qui amène sa guérison,.

## Édition

### Illustrations
La première édition du livre, en 1968, est illustrée par Ruth Robbins. L'illustration de la couverture est en couleur, et l'intérieur du livre offre une carte de l'archipel de Terremer. En outre, chaque chapitre contient une illustration en noir et blanc, à l'imitation d'une gravure sur bois. Les images représentent les thèmes de chaque chapitre ; ainsi, la première image représente l'île de Gont, tandis que l'illustration pour le chapitre Le Dragon de Pendor montre un dragon en vol.

### Publication
Le Sorcier de Terremer est publié en 1968 par Parnassus Press à  Berkeley, un an avant La Main gauche de la nuit, l’œuvre majeure de Le Guin. C’est un évènement marquant pour Le Guin, car il représente sa première tentative d’écrire pour les enfants ; elle n’avait écrit que quelques romans et nouvelles avant cette publication. Ce livre est aussi sa première tentative d’écrire de la fantasy, plutôt que de la science-fiction,. C'est le premier livre de Le Guin à recevoir une attention critique considérable et il est considéré comme son œuvre la plus connue dans la série de Terremer. Le livre a été publié dans de nombreux éditions, y compris dans une édition illustrée pour la Folio Society en 2015. Il a aussi été traduit dans plusieurs langues. Une édition d’anthologie de toutes les œuvres consacrées à Terremer sera publiée à l'occasion du cinquantième anniversaire de la première publication, en 2018.
À l'origine, Le Guin avait prévu que l'ouvrage serait un roman isolé, mais elle décide d'écrire une suite après avoir considéré les détails inexpliqués dans le premier livre, et Les Tombeaux d'Atuan est publié en 1971. L'ultime rivage est conçu comme un troisième volume et est publié en 1972,,. Les Tombeaux d'Atuan raconte l’histoire de la tentative de Ged pour reconstituer l’anneau d’Erreth Akbe, dont une moitié est enterrée dans les tombeaux d’Atuan, sur les terres des Kargues. Là, il rencontre la prêtresse enfant Tenar, sur qui le livre se focalise,. Dans L’ultime rivage, Ged, devenu archimage, essaye de combattre la décroissance de la magie dans Terremer, accompagné d’Arren, un jeune prince.
Les trois premiers ouvrages sont considérés comme « la trilogie originale »,, ; dans chacun, Ged essaye de guérir une sorte de déséquilibre dans le monde . Ils sont suivis de Tehanu (1990), Contes de Terremer (2001), et Le Vent d’ailleurs (2001), appelés parfois « la deuxième trilogie »,.